# ديميتري باباديموس
ديميتري باباديموس (باليونانية: Δημήτρης Παπαδήμος)‏ (و. 1918 – 1994 م) هو مصور يوناني، ولد في القاهرة، توفي في أثينا، عن عمر يناهز 76 عاماً.